# ニコライ・アーセル
ニコライ・アーセル（Nikolaj Arcel, 1972年8月25日 - ）は、デンマークの映画監督、脚本家である。

## 来歴
2009年、『ミレニアム ドラゴン・タトゥーの女』により第64回英国アカデミー賞脚色賞にノミネートされた。
2012年、『ロイヤル・アフェア 愛と欲望の王宮』により第62回ベルリン国際映画祭銀熊賞（脚本賞）を受賞した。

## 私生活
俳優のネスティア・アーセルは弟である。2010年より女優のロザリンド・ミンスターと交際している。

## フィルモグラフィ
- Meningen med Flemming (2001) 短編映画、脚本
- Woyzecks sidste symfoni (2001) 短編映画、監督・脚本
- キッズ・ミッション Klatretøsen (2002) 脚本
- Kongekabale (2004) 監督・脚本
- ミッションX Kongekabale (2004) オリジナル版脚本
- ルルの冒険 〜黄金の魂〜 De fortabte sjæles ø (2007) 監督・脚本
- ミレニアム ドラゴン・タトゥーの女 Män som hatar kvinnor (2009) 脚本
- Sandheden om mænd (2010) 監督・脚本
- ロイヤル・アフェア 愛と欲望の王宮 En kongelig affære (2012) 監督・脚本
- 特捜部Q 檻の中の女 Kvinden i buret (2013) 脚本
- 特捜部Q キジ殺し Fasandræberne (2014) 脚本
- 特捜部Q Pからのメッセージ A Conspiracy of Faith (2016) 脚本
- ダークタワー The Dark Tower (2017) 監督・脚本
- 特捜部Q カルテ番号64 The Purity of Vengeance (2018) 脚本
- 特捜部Q 知りすぎたマルコ (2021)
- 愛を耕すひと Bastarden (2023) 監督・脚本

## 受賞
- 2009年 第64回英国アカデミー賞脚色賞 ノミネート  ミレニアム ドラゴン・タトゥーの女
- 2012年 銀熊賞（脚本賞）ロイヤル・アフェア 愛と欲望の王宮
- 2012年 アカデミー国際長編映画賞 ノミネート ロイヤル・アフェア 愛と欲望の王宮
- 2012年 ゴールデングローブ賞 外国語映画賞 ノミネート ロイヤル・アフェア 愛と欲望の王宮
- 2012年 セザール賞 外国語映画賞 ノミネート ロイヤル・アフェア 愛と欲望の王宮